# Cénée
Pour l’article ayant un titre homophone, voir Séné.
Ne doit pas être confondu avec Cénée fils de Coronos.

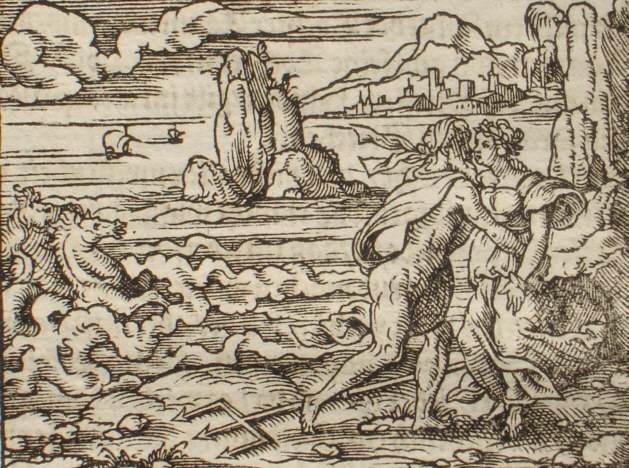
Cénis et Poséidon, gravure de Virgil Solis pour le livre VIII des Métamorphoses d'Ovide, 1563.

Dans la mythologie grecque, Cénée (en grec ancien Καινεύς / Kaineús, en latin Caeneus) est un héros lapithe réputé invincible. Il était né de sexe féminin, son premier nom était alors Cénis (Καινις / Kainis).

## Mythe
Une partie de la légende est connue dès le Catalogue des femmes dont un fragment conservé décrit comment, de femme, le personnage devient un homme : Cénis, fille du roi lapithe Élatos, a une relation sexuelle avec Poséidon, qui pour prix de son plaisir lui accorde un vœu. Cénis fait alors le souhait de devenir un homme, que Poséidon fait invulnérable. La motivation de ce souhait reste mal assurée : le Catalogue ne s'étend pas sur le sujet. Acousilaos écrit une version proche de celle du Catalogue des femmes mais appelle la jeune fille Kainé. Il formule en outre une explication au sujet du souhait : Kainé est transformée en homme « parce qu'il ne lui est pas permis d'avoir d'enfants » (mais le pronom en grec ancien n'est pas clair sur le genre du personnage : on ne sait donc pas si Kainé désire cela parce que quelque chose dans sa vie de femme a fait qu'elle ne pouvait pas avoir d'enfant, ou si elle formule ce souhait parce qu'une fois devenue un homme elle ne pourra plus enfanter). Dans d'autres ouvrages tels que l'Introduction à l'archéologie du genre des éditions Fedora, il est mentionné que Cénée souhaite devenir homme à la suite de ce traumatisme, car elle ne souhaite "plus jamais être pénétrée". Le poète romain Ovide met également dans la bouche de Cénis une raison de type psychologique :
« Mon affront, répond-elle, me fait former cet unique vœu, de ne pouvoir plus désormais en souffrir de pareils. Que je ne sois plus femme, et tu m'auras tout accordé.

(Traduction Mathieu-Guillaume-Thérèse Villenave, Paris, 1806) »
Ovide compte ensuite Cénée parmi les chasseurs de Calydon, tout comme Hygin, qui ajoute aussi son nom à la liste des Argonautes. Mais ces traditions sont vraisemblablement tardives et Cénée ne joue d'ailleurs aucun rôle dans ces événements. D'ailleurs Cénée a plusieurs enfants, également comptés parmi les Argonautes : Coronos, Phocos et Priasos

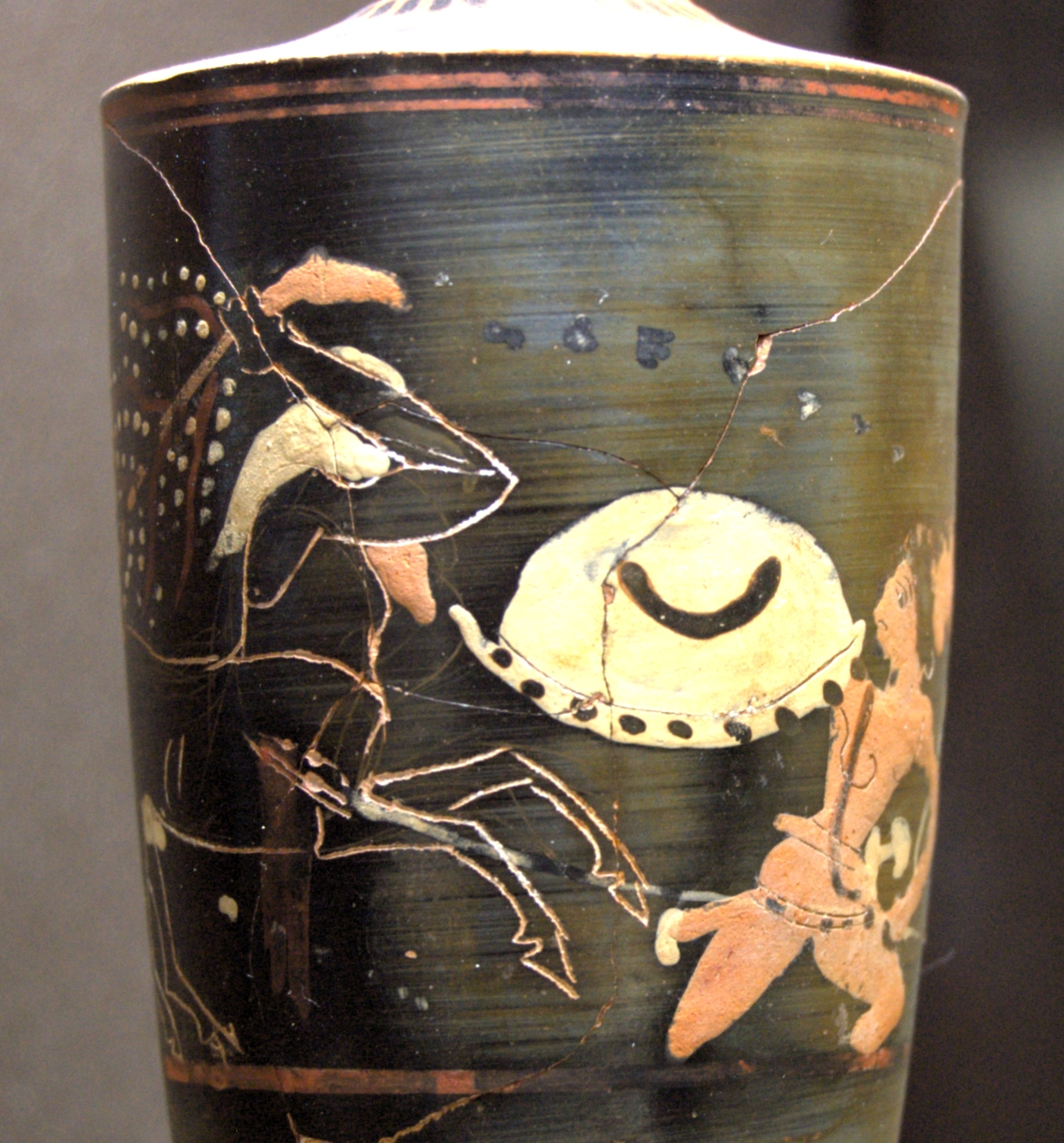
Cénée, partiellement enfoncé dans le sol, aux prises avec un centaure, lécythe attique à peinture superposée, v. -500--490, musée du Louvre (CA 2494).

Les mythes archaïques concernant Kaineus tournent autour de son combat contre les centaures. Une majorité de récits à la suite de l'Iliade situent l'affrontement dans le cadre du banquet de Pirithoos. Cependant certains éléments donnent à penser que les deux épisodes ont pu être distincts à la base : ainsi chez Acousilaos, Cénée est l'homme le plus puissant de son époque et le roi des Lapithes, titre habituellement échu à Pirithoos ; toujours chez cet auteur, il aurait courroucé les dieux pour un motif mal défini et Zeus aurait envoyé contre lui les centaures. Théophraste, philosophe du IIIe siècle av. J.-C., dans son traité De la royauté, utilise l’expression proverbiale « gouverner par la lance ou l’épée » ; elle fait référence au mythe de Cénée : un roi qui règne « par la lance » est un souverain illégitime, tandis qu’un roi qui règne « par l'épée » est un roi légitime. Pausanias rapporte la présence de Cénée sur le fronton ouest d'Olympie figurant l'épisode des noces de Pirithoos. Pour certains auteurs, comme Timothy Gantz, il s'agirait-là d'une erreur d'interprétation du Périégète. Un relief en bronze d'Olympie le dépeint seul face à deux centaures anthropomorphes, alors que les fresques représentant la centauromachie montrent habituellement toujours des combats en groupe : le vase François ou les frises de l'Héphaïsteion, du Temple d'Apollon à Bassae et de Sounion, entre autres.
Sa fin inhabituelle est décrite de la même manière par toutes les sources, exception faite d'Hygin, qui cite Cénée dans une liste de suicidés, sans plus de précisions (CCXLII) : ne pouvant en venir à bout en combat singulier, les centaures l'assaillent avec des troncs d'arbres (parfois des rochers) pour l'écraser ou l'enfoncer dans le sol.
Chez Ovide, Cénée est enseveli sous des arbres et connaît une nouvelle métamorphose en un oiseau « revêtu d'un plumage fauve » ; mais il peut s'agir là d'une invention du poète, comme la mention dans l’Énéide d'un Cénée redevenu femme dans les Enfers.

## Autre mythe
Selon les Histoires incroyables de Palaiphatos, Cénée était un Thessalien valeureux et expert au combat, jamais blessé lors d'aucune bataille ; les Centaures l’enterrèrent vivant, et c'est ainsi qu'il périt.

## Sources
- Acousilaos (2F22 FGrH).
- Antoninus Liberalis, Métamorphoses [détail des éditions] (XVII).
- Pseudo-Apollodore, Épitome [détail des éditions] [lire en ligne] (I, 22).
- Platon, Les Lois [détail des éditions] [lire en ligne] (XII, 944d et passim).
- Catalogue des femmes [détail des éditions], fragment 87 dans Fragmenta Hesiodea Merkelbach-West (Oxford, 1967).
- Pseudo-Hésiode, Bouclier d'Héraclès [détail des éditions] [lire en ligne] (v. 179).
- Homère, Iliade [détail des éditions] [lire en ligne] (I, 263-264).
- Hygin, Fables [détail des éditions] [(la) lire en ligne] (XIV ; CLXXIII ; CCXLII).
- Ovide, Métamorphoses [détail des éditions] [lire en ligne] (VIII, 305 ; XII, 146-209 et 459-535).
- Palaiphatos, Histoires incroyables [détail des éditions] (lire en ligne) (X).
- Pausanias, Description de la Grèce [détail des éditions] [lire en ligne] (V, 10, 8).
- Stace, Achilléide [détail des éditions] [lire en ligne] (I, 264).
- Virgile, Énéide [détail des éditions] [lire en ligne] (VI, 448).